# شاهنجرین
شاهنجرین، شهری در بخش شاهنجرین شهرستان درگزین در استان همدان ایران است. این شهر، مرکز بخش شاهنجرین است.

## آثار تاریخی و طبیعی
عمارت تاریخی آقازاده خانه ای تاریخی با قدمتی حدوداً ۱۳۰ ساله که به سبک معماری دوران قاجار و در دو طبقه با زیربنای ۲۴۰ مترمربع ساخته شده در شهر شاهنجرین قرار دارد. این بنا و همچنین برکه شاهنجرین در سال ۱۴۰۰ به ثبت ملی رسیدند.

## جمعیت
بر پایه سرشماری عمومی نفوس و مسکن در سال ۱۳۹۵، جمعیت شهر شاهنجرین برابر با ۱٬۵۸۴ نفر (۵۹۷ خانوار) بوده است.